# Aux Trois-Quartiers
Centre commercial Le Madeleine
« Aux Trois-Quartiers », familièrement dénommé « les 3Q » par ses habitués, est un ancien grand magasin de nouveautés du 1er arrondissement de Paris,  créé au XIXe siècle.
Remanié dans les années 1990 puis durant les années 2010 afin de retrouver son aspect des années 1930.

## Situation
Il est situé à l'angle de la rue Duphot et du boulevard de la Madeleine. 
L'immeuble qui abritait ce grand magasin de luxe se dénomme désormais « Le Madeleine » car il se situe face à l'église du même nom. Il abrite des bureaux ainsi qu'un centre commercial portant ce même nom.
L'immeuble qui a hébergé l'ancien grand magasin, puis le centre commercial qui l'a remplacé, est situé dans le quartier de la Place-Vendôme, face à la place de la Madeleine, à proximité immédiate de l'église de la Madeleine, non loin de la place de l'opéra Garnier situé plus au nord et de la place de la Concorde, située plus au sud. Il est desservi par la station du métro de Paris « Madeleine » qui comprend les lignes 8, 12 et ligne 14.
À l'origine, les principales entrées de ce grand magasin se situaient au no 20 rue Duphot et no 17 à 25 boulevard de la Madeleine, à proximité immédiate de la place de la Madeleine.

## Historique

Affiche "Les Modes d'Hiver 6 Octobre 1913"

Charles-Armand Gallois et Marguerite Augustine Gignoux qui désirent se marier assistent à une pièce de théâtre dénommée Les Trois Quartiers, une comédie en trois actes de Louis-Benoît Picard et d'Édouard-Joseph-Ennemond Mazères, créée le 31 mai 1827, au Théâtre-Français. Le sujet évoque trois jeunes filles à marier, amies et issues de trois quartiers différents de Paris illustrant le commerce, la finance et la noblesse. 
Influencé par le titre de la pièce, le couple, qui se marie le 18 août 1827, fonde le magasin Aux Trois-Quartiers, spécialisé dans les vêtements de luxe et qui connaitra plusieurs agrandissements jusqu’en 1855 pour enfin devenir un grand magasin en 1897, à l'instar du Bon Marché ou de La Samaritaine . Il est rénové entre 1930 et 1932 pour former nouveau bâtiment présenté comme un agrandissement, avec la construction d'une façade moderne dans un style Art déco  aérodynamique inspiré des paquebots, alors en vogue à l'époque, pour être inauguré le 17 mai 1932. Un atelier de décoration dénommé Athélia, dont la direction est confiée à Robert Block, rivalise avec ceux des autres grands magasins. En 1928, Alexey Brodovitch y est recruté en qualité de graphiste chargé les catalogues et des publicités pour Madelios, le département d'habillement de luxe pour hommes, une place qu'il conserve jusqu'à son départ pour Philadelphie en septembre 1930.
« Les Trois-quartiers », également connu sous l'appellation familière « les 3Q », perdant en fréquentation au cours des années quatre-vingt, est diminué pendant quelques années à deux niveaux avant de finir par fermer ses portes en 1989. Le magasin appartient, durant une courte période au groupe Bouygues, dont l'achat lié à une opération boursière est à l'origine d'une affaire juridique et financière dénommée « L'affaire des Trois Quartiers » au début des années 1990.
Réaménagé en centre commercial durant la même période, il devient la propriété de la société d'assurances japonaise Meiji Yasuda Life Insurance et du groupe britannique Postel Investment Management qui engagent des travaux d'embellissement en 1998.

## Description

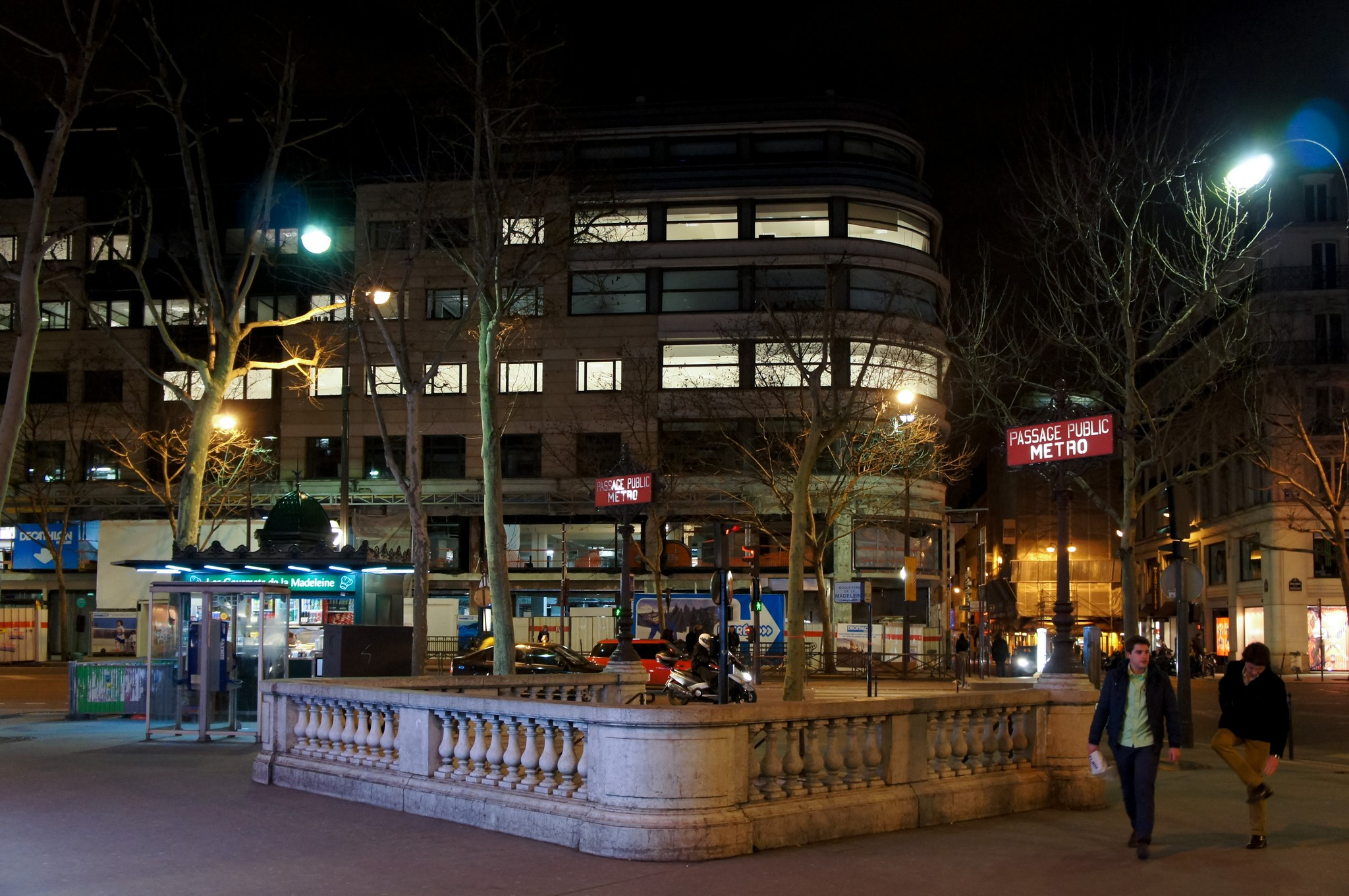
Immeuble Le Madeleine en 2013

Louis Faure-Dujarric est l'architecte du magasin qu'il livre en 1932. Au début des années 2010, les architectes Laurent Goudchaux et Sébastien Segers sont chargés de la refonte l’architecture extérieure qui avait déjà été largement modifié dans les années 1990 par l'architecte Jean-Jacques Ory, l'immeuble ayant déjà été rebaptisé « Le Madeleine ». Cette nouvelle mouture, dont la façade a été réédifiée en marbre de Carrare  issu de la carrière de Campanili et composée de milliers de pièces finement assemblées, a pour but, selon les deux architectes de « ressusciter ce bâtiment vieillissant et redonner son allure d'antan et une fonction plus conforme à sa prestigieuse localisation a été notre principale motivation ».
Le bâtiment de cet ancien grand magasin, reconverti en immeuble à usage mixte, présente, à la fin des travaux, 17 300 m2 de bureaux avec leur propre entrée et 11 700 m2 de surface commerciale comprenant l'enseigne de sport Decathlon en sous-sol, une enseigne de vêtements au rez-de-chaussée et un magasin d'une grande chaîne de parfumeries française au premier étage. La grande enseigne suédoise de conception et de vente de mobilier en détail Ikea s'installe également dans le centre commercial en 2019 en lieu et place de l'enseigne de vêtements, ainsi que du magasin de parfum créant ainsi une première pour cette chaine de magasins d'ameublement généralement installé en banlieue, redonnant ainsi un nouvel aspect de l'offre commerciale de vente dans le quartier,.